# .mm
.mm je internetová národní doména nejvyššího řádu pro Myanmar (podle ISO 3166-2:MM).

## Domény druhého řádu
V doméně .mm existují pouze tyto domény druhého řádu:
- .com
- .org
- .net
- .gov
- .edu